# W obliczu śmierci

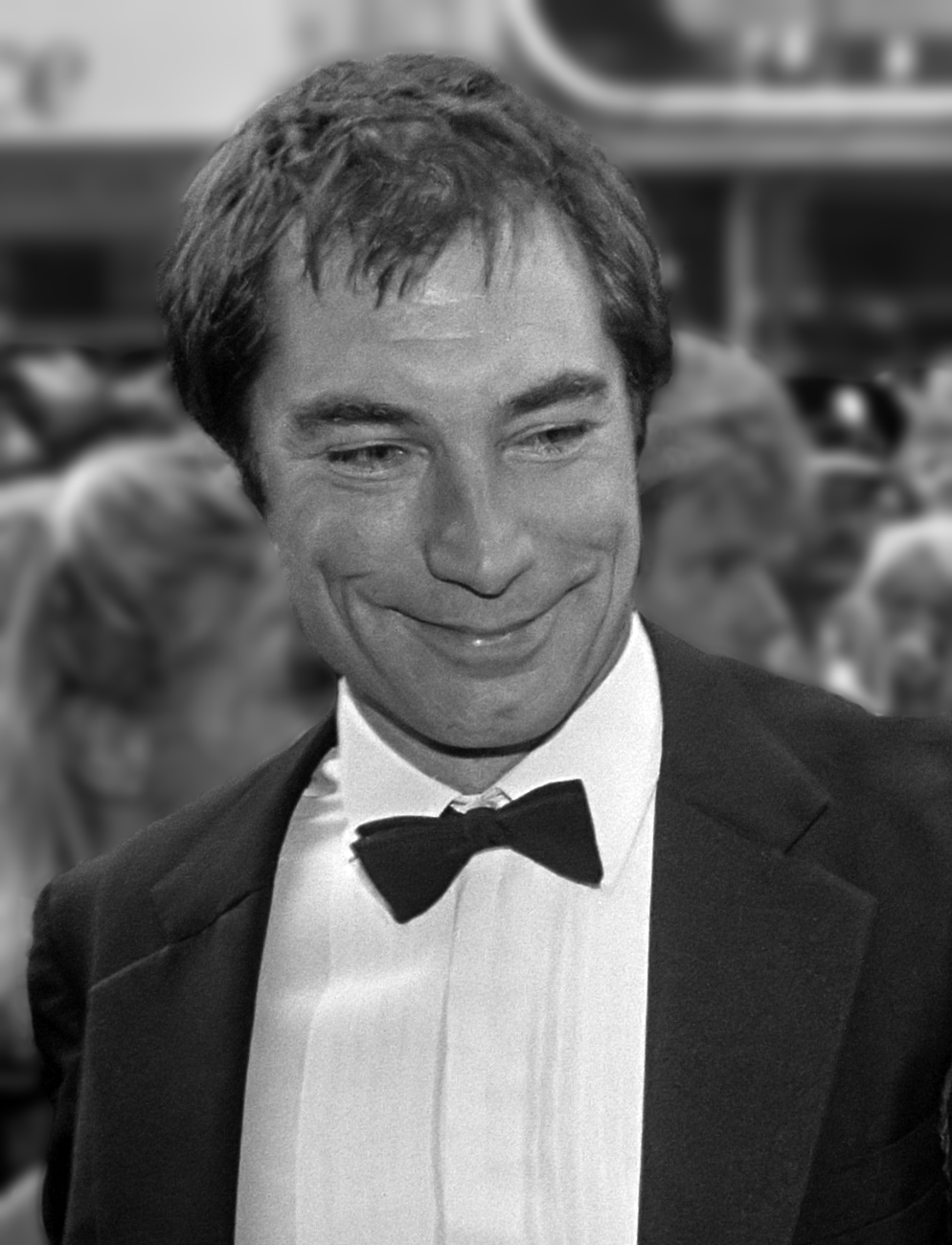
Timothy Dalton (1989).

W obliczu śmierci (ang. The Living Daylights; inne tłum. Widok na zabójstwo, Światło dnia) – piętnasty film wytwórni EON Productions z cyklu przygód Jamesa Bonda, wyprodukowany przez EON Productions w 1987 roku.
W postać brytyjskiego agenta wcielił się po raz pierwszy Timothy Dalton. Film jest zrealizowany na podstawie noweli Iana Fleminga W obliczu śmierci, po raz pierwszy opublikowanej w The London Sunday Times 4 kwietnia 1962 roku. Pierwsza amerykańska publikacja została wydana przez Argosy Magazine w czerwcu 1962 r. pod nazwą Ucieczka z Berlina. W 1966 roku, dwa lata po śmierci Fleminga, historia trafiła do zbioru opowiadań Ośmiorniczka.

## Poszukiwanie nowego Bonda
W 1985 r., po zrealizowaniu Zabójczego widoku, Roger Moore wycofał się z roli Jamesa Bonda. Rozpoczęto poszukiwania aktora, który mógłby zagrać w następnym filmie. W 1986 roku odbył się casting, na którym pojawili się m.in., Sam Neill, Lewis Collins, Sean Bean i Pierce Brosnan. Po trzydniowych zdjęciach próbnych rolę zaproponowano ostatecznie Pierce’owi Brosnanowi. Brosnan cały czas związany był jednak kontraktem z telewizją NBC, której decydenci postanowili kontynuować produkcję serialu Remington Steele z Brosnanem w roli głównej. Ostatecznie uniemożliwiło mu to pracę na planie 15. filmu o agencie 007 i zmusiło do rezygnacji z roli. Barbara Broccoli zaproponowała wtedy Timothy’ego Daltona. Dalton już wcześniej odrzucił rolę Bonda w filmie W tajnej służbie Jej Królewskiej Mości z 1969 roku, uważał wtedy, że jest stanowczo za młody do roli Bonda. Tym razem zgodził się przyjąć rolę.

## Fabuła
W trakcie ćwiczeń na Gibraltarze, w których uczestniczą 007, 002 i 004, ginie ostatni z nich. Radziecki generał Gieorgij Koskow, który przeszedł na stronę Brytyjczyków, zostaje wywieziony z Czechosłowacji. Składa zeznania dla MI6, z których wynika, że za zabójstwo 004 odpowiedzialny jest generał Puszkin, który reaktywował specjalną komórkę KGB (SMIERSZ) i chce z jej pomocą zlikwidować wszystkich brytyjskich agentów z dwoma zerami. W akcji wywiezienia Koskowa z Bratysławy przez Wiedeń uczestniczył Bond, który w czasie jej trwania ranił tajemniczą snajperkę, celowo nie zabijając jej, gdyż ocenił ją jako podstawioną amatorkę. 007 dostaje zadanie zabicia szefa KGB. Szybko jednak okazuje się, że Koskow mógł mieć inne powody, aby pragnąć śmierci Puszkina. W ośrodku MI-6 w Szkocji, gdzie przebywa Koskow, dochodzi do pożaru i zamieszania, podczas którego Koskow zostaje odbity z rąk Brytyjczyków, prawdopodobnie przez KGB. Aby poznać prawdę, James Bond musi zdobyć zaufanie dziewczyny Koskowa, wiolonczelistki z konserwatorium w Bratysławie - Kary Milovy. To ona była snajperką podczas akcji w Bratysławie, którą ranił Bond. W tym celu odwiedza Karę w jej mieszkaniu w Bratysławie, podając się za przyjaciela Koskowa, który poprosił go o bezpieczne przewiezienie Kary do Wiednia.

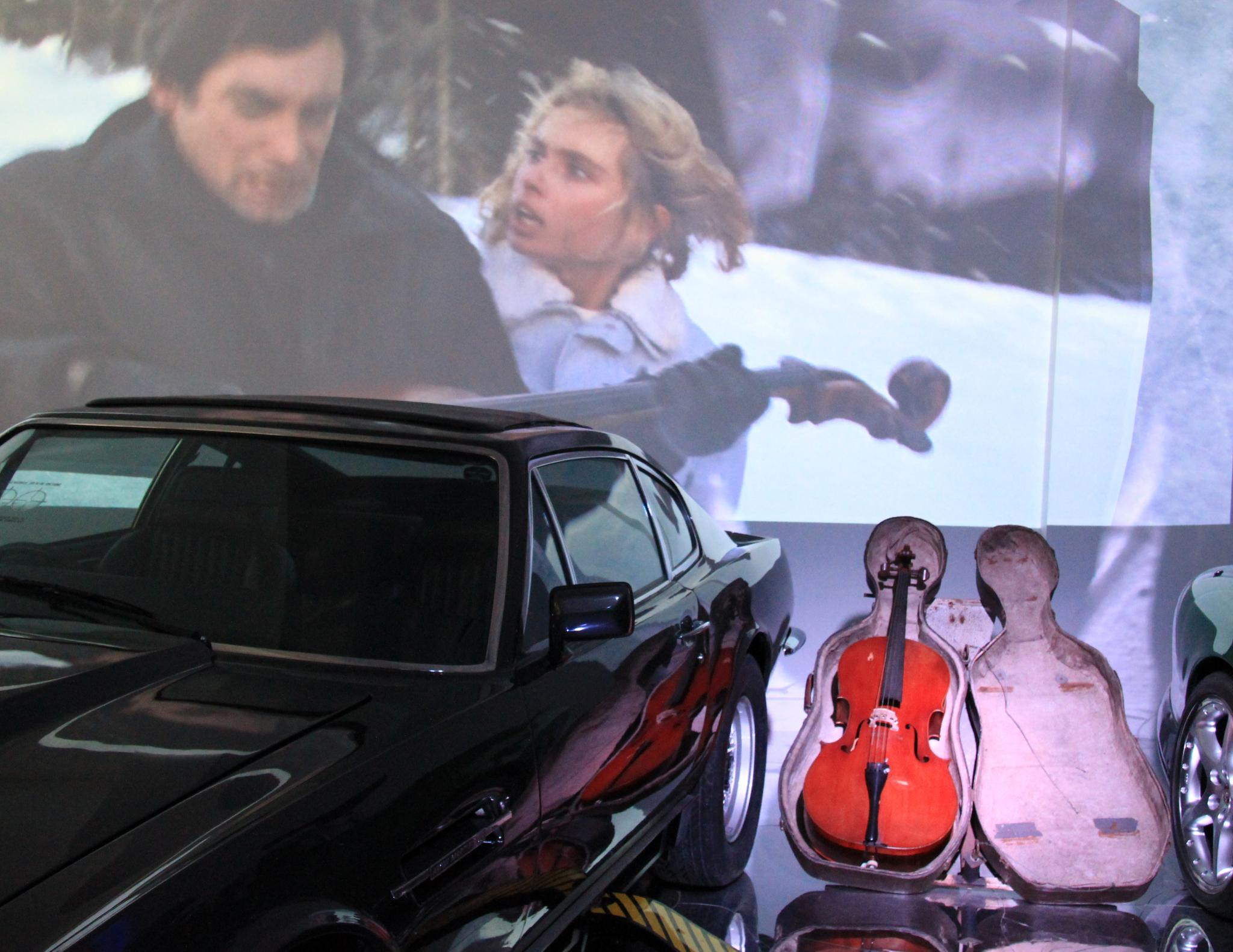
Futerał wiolonczeli, której Bond i Kara używają podczas ucieczki do Austrii.

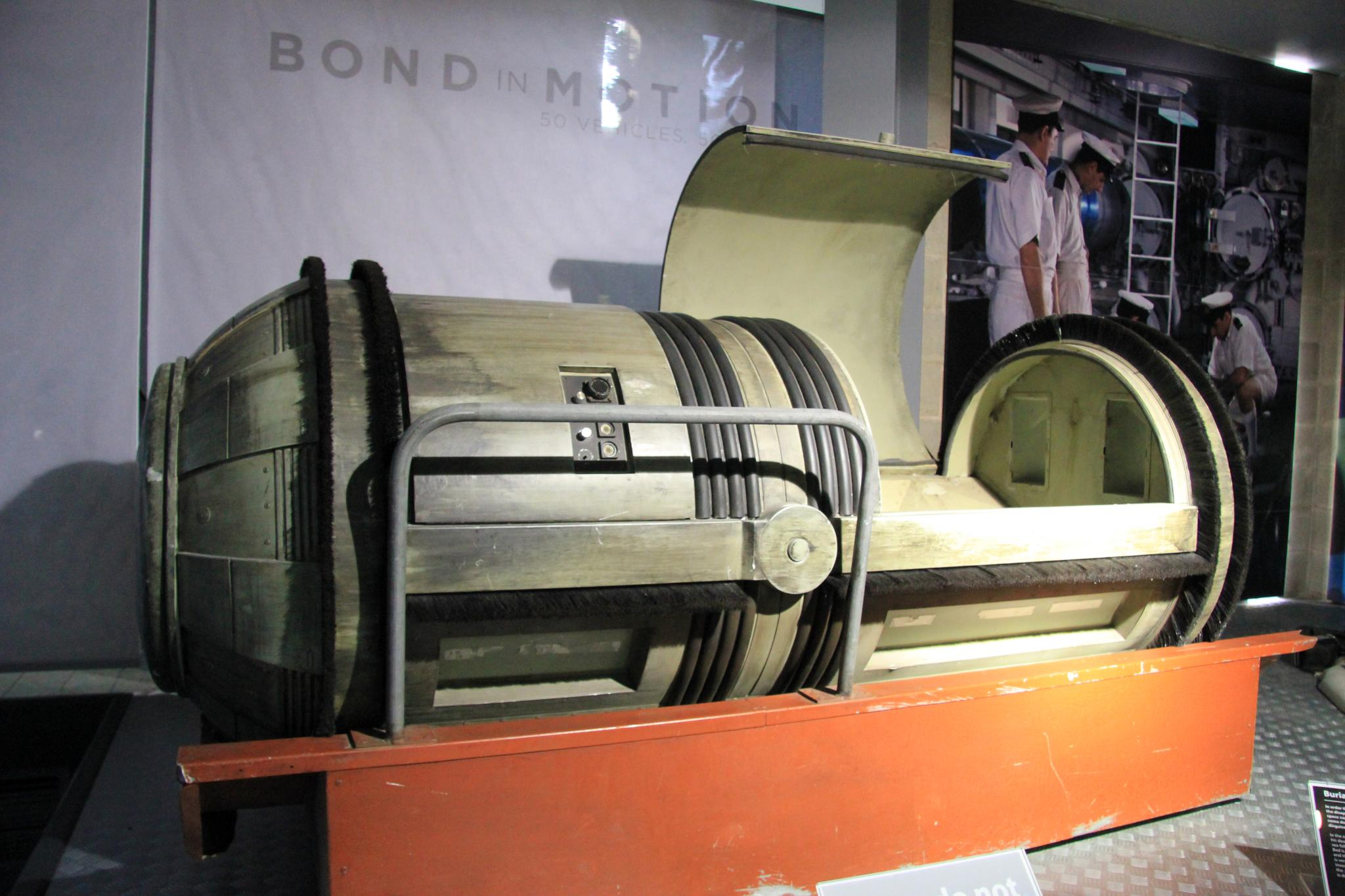
Kapsuła do czyszczenia rurociągu, w której ewakuowano Koskowa z Bratysławy.

Bond i Kara ruszają do stolicy Austrii, gdzie dochodzi do zabójstwa kolejnego agenta MI-6. Sytuacja wymyka się spod kontroli, a kolejne zabójstwa agentów, zlecane rzekomo przez szefa KGB, mogą nawet doprowadzić do wybuchu III wojny światowej. W tym czasie Puszkin spotyka się w Tangerze z przemytnikiem broni, Bradem Whitakerem, którego informuje o tym, że KGB nie będzie już więcej kupować od niego broni. Bond spotyka się z Puszkinem w cztery oczy. Okazuje się, że cała intryga z zabójstwami agentów MI-6 miała na celu nasłanie 007 na Puszkina, by ten go wyeliminował, zapobiegając w ten sposób dalszym zlecanym rzekomo przez Puszkina zabójstwom brytyjskich agentów. Podczas konfrontacji Puszkin i Bond postanawiają zainscenizować zabójstwo szefa KGB, by dowiedzieć się, jakie są prawdziwe zamiary Brada Whitakera i współpracującego z nim Koskowa. Okazuje się, że po rzekomej śmierci Puszkina, Koskow postanawia w jego imieniu kontynuować wszystkie ciemne interesy KGB, z których Puszkin chciał zrezygnować. Koskow kupuje dużą partię opium od mudżahedinów w Afganistanie. Sprzedaż opium na czarnym rynku ma umożliwić sfinansowanie zakupu broni za pośrednictwem Whitakera. Bond rusza do Afganistanu, by powstrzymać Koskowa, a następnie do Tangeru, by rozprawić się z Whitakerem.

## Produkcja
Zdjęcia rozpoczęto 17 września 1986 roku, na Gibraltarze, jeszcze przed przybyciem na plan Timothy’ego Daltona. Po nakręceniu sekwencji początkowej, ekipa przeniosła się do Wiednia, gdzie kręcono sceny rozgrywające się w stolicy Austrii, w tym sceny w wesołym miasteczku na Praterze. Równolegle w USA nad sceną pojedynku Bonda i Nekrosa pracowała druga ekipa. W październiku ekipa udała się do Maroka, willę Whitakera „zagrała” posiadłość Malcolma Forbesa. Później na marokańskiej pustyni kręcono sceny bitwy Afganów z Sowietami. Po zakończeniu zdjęć w Maroku ekipa powróciła do Anglii, do Pinewood Studios, gdzie nakręcono wnętrza oraz sceny rozgrywające się w Bratysławie. Wizytę ekipie złożyli na planie książę Karol i księżna Walii, Diana. Z Anglii filmowcy ponownie wrócili do Austrii, gdzie nakręcono wszystkie sceny zimowe, w tym pościg za Astonem Martinem i ucieczkę na futerale wiolonczeli. Prace na planie zakończono 13 lutego 1987 roku.

## Obsada
- Timothy Dalton – James Bond
- Maryam d’Abo – Kara Milovy
- Jeroen Krabbé – generał KGB Gieorgij Koskow
- Joe Don Baker – Brad Whitaker
- John Rhys-Davies – generał KGB Leonid Puszkin

- Andreas Wisniewski – Necros
- Kerry Shale –
  - Necros (głos),
  - papuga (głos)
- Derek Hoxby – sierżant Stagg
- Robert Brown – M

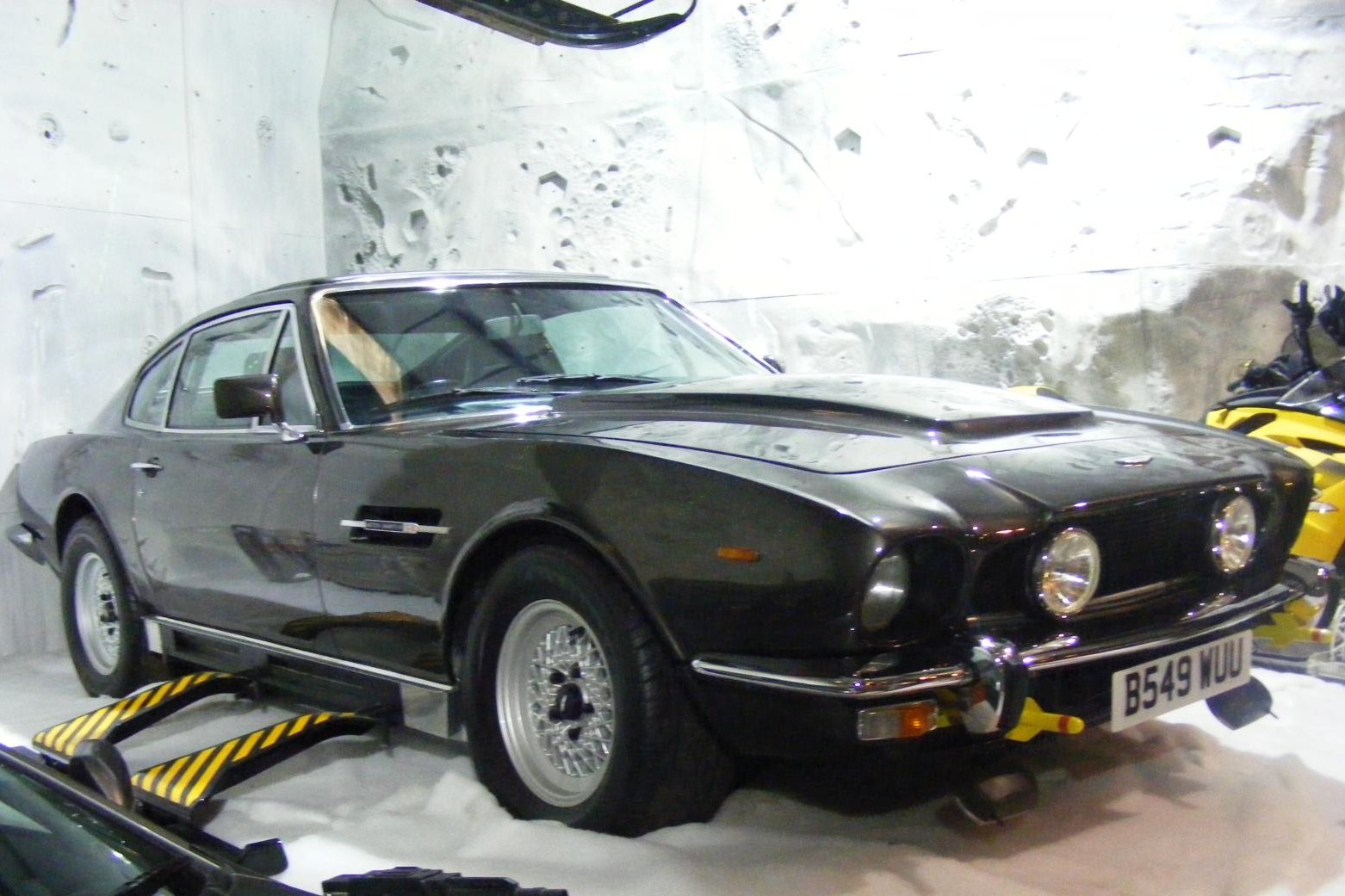
Aston Martin V8 Vantage Series III

- Geoffrey Keen – minister obrony Sir Frederick Gray
- Desmond Llewelyn – Q
- Caroline Bliss – Panna Moneypenny
- Thomas Wheatley – Saunders
- Art Malik – Kamran Shah
- Tony Cyrus – przywódca Bractwa Lamparta śnieżnego
- John Bowe – pułkownik Fiodor
- John Terry – Felix Leiter
- Catherine Rabett – Liz
- Dulice Liecier – Ava
- Virginia Hey – Rubawicz
- Ken Sharrock – strażnik więzienny w Afganistanie
- Nadim Sawalha – szef policji w Tangerze
- Walter Gotell – generał w st. sp. Anatol Gogol
- Bill Weston – kelner w Blayden / Zielona Czwórka
- Antony Carrick – sekretarz w Blayden
- Julie T. Wallace – Rosika Mikloš
- Alan Talbot – ochroniarz Koskowa
- Carl Rigg – fałszywy agent 00 na Gibraltarze
- Glyn Baker – agent 002
- Frederick Warder – agent 004
- Kell Tyler – Linda

## Soundtrack
Płyta The Living Daylights została w całości skomponowana przez Johna Barry’ego. Połączono na niej uporządkowane elektroniczne brzmienie z orkiestrą w czasie rzeczywistym.
Tytułowa piosenka The Living Daylights norweskiej grupy a-ha ma dwie wersje: tę z soundtracku i wykorzystaną na płytach a-ha Headlines & Deadlines oraz Stay on These Roads.